# Orphinus ovalis
Orphinus ovalis es una especie de escarabajo de piel del género Orphinus, de la familia Dermestidae, orden Coleoptera.

## Distribución
Se distribuye por Asia: China, en la provincia de Fujian.

## Taxonomía
Fue descrita por Arrow en 1915.